# 滝音
滝音（たきおん）は、吉本興業（東京本社）所属のお笑いコンビ。2016年2月14日結成。

## メンバー
さすけ（1990年3月7日 - ）（35歳）
ツッコミ担当、立ち位置は向かって左。
- 本名は、佐土原 沙亮（さどはら さすけ）。旧芸名は、佐土原さすけ（読み同じ）。2019年1月8日に現在の芸名へ改名。
- 身長177 cm、体重73 kg。血液型A型。20歳の頃から左利き（食事の時だけ）。
- 大分県大分市出身、大阪大学人間科学部卒業。
- NSC大阪校34期出身。
- 既婚者で娘がいるにも拘らず2016年は芸人としての収入が0円であり、飲食店や塾講師など複数のアルバイトを掛け持ちして生計を立てていた。倹約家の妻に言われるまま、衣装の帽子は100円ショップで購入したものを使っていた。2019年に第2子となる長男が誕生、2児の父となる。
- 地鶏屋でのアルバイト経験があり、地鶏を捌ける。
- お笑いに興味を持ったきっかけはレッド吉田（TIM）のギャグ。
- 長谷川プリティ敬祐（go!go!vanillas）と同級生。
- 一人称は「あたし」。妻に「オレ」と呼ぶことを咎められ「ボク」となったが、25歳を過ぎて「ボク」は気持ち悪いとのことから「私」に、転じて「あたし」となった。
- 『ジュースごくごく倶楽部』というバンドを組んでおり、【あたし】としてキーボードを担当している。
- 趣味はゲーム、読書、娘と遊ぶ。
- 車のハンドルはヒョウ柄。
- 『めざましテレビ』（フジテレビ）を録画して、夜に観ている。

秋定 遼太郎（あきさだ りょうたろう、1987年10月29日 - ）（37歳）
ボケ担当、立ち位置は向かって右。
- 身長185 cm、体重65 kg。血液型AB型。独身。
- 兵庫県神戸市出身、神戸学院大学人文学部卒業。
- NSC大阪校33期出身。かつて同期の吉田雄とコンビ「天秤丸」を組んでいたが、2015年3月12日のライブを最後に解散。
- 学生時代はバスケットボール部所属で中学の時にはキャプテンを務めていた。
- オリックス・バファローズのファン。0～60まで数字を言えば、その背番号の選手のエピソードを言える。『アメトーーク!』（テレビ朝日）にオリックス・バファローズ大好き芸人として出演。
- 高校2年生までは中学校教師を目指していたが、『踊る!さんま御殿!!』（日本テレビ）に自身が出演する夢を見たのがきっかけで芸人を目指し始めた。
- 趣味は読書、アニメ、映画鑑賞、城巡り。旅行。
- 将来出たい番組は街ブラ番組。
- 悩みは「言ったらあかんことをつい言ってしまう」こと。
- スイカゲームをプレイした際、初プレイでスイカを作り、その腕前を大絶賛された。

## 来歴
- 組んでいたコンビを解散したさすけが、同じく解散後ピン芸人として活動していた秋定にTwitterのDMで『いっぺん合わせてみませんか?』と半ば強引に誘い結成した[13]。
- コンビ名の由来は仮想粒子のタキオンから。読み方はマカロンと同じく「た」にアクセントを置く。秋定が前のコンビを解散する際に、当時の相方と考えて名付けた。
- よしもと漫才劇場を中心に活動中[14]。漫才とコント両方を演じ、高めの声で造語を連発するさすけのクセが強いツッコミが特徴。コントではキングオブコント2018にて初めて準決勝、2020にて初めて決勝進出を果たした。
- 2024年3月31日をもって大阪のよしもと漫才劇場を卒業し、4月から東京に移籍することになった[15]。

## 出囃子
- Miss Li「Ba Ba Ba」

## 賞レースでの戦績

### M-1グランプリ
| 年度             | 結果         | エントリー No. | 会場               | 日程     | 備考                                        |
| ---------------- | ------------ | -------------- | ------------------ | -------- | ------------------------------------------- |
| 2016年（第12回） | 3回戦進出    | 1305           | よしもと漫才劇場   | 10月18日 |                                             |
| 2017年（第13回） | 3回戦進出    | 841            | よしもと漫才劇場   | 10月24日 |                                             |
| 2018年（第14回） | 3回戦進出    | 1545           | よしもと漫才劇場   | 10月22日 |                                             |
| 2019年（第15回） | 準々決勝進出 | 1233           | なんばグランド花月 | 11月18日 |                                             |
| 2020年（第16回） | 準決勝進出   | 2186           | NEW PIER HALL      | 12月2日  | 敗者復活戦11位                              |
| 2021年（第17回） | 準決勝進出   | 4273           | NEW PIER HALL      | 12月2日  | 準々決勝敗退後、GYAO!ワイルドカード枠で復活 |
| 2022年（第18回） | 準々決勝進出 | 2011           | なんばグランド花月 | 11月15日 |                                             |
| 2023年（第19回） | 準々決勝進出 | 3140           | なんばグランド花月 | 11月20日 |                                             |
| 2024年（第20回） | 準決勝進出   | 5366           | NEW PIER HALL      | 12月5日  |                                             |

### キングオブコント
| 年度             | 結果         | 備考                                           |
| ---------------- | ------------ | ---------------------------------------------- |
| 2018年（第11回） | 準決勝進出   |                                                |
| 2019年（第12回） | 準々決勝進出 |                                                |
| 2020年（第13回） | 決勝8位      | 決勝キャッチフレーズ「パワーワードの錬金術師」 |
| 2021年（第14回） | 準決勝進出   |                                                |
| 2022年（第15回） | 準々決勝進出 |                                                |
| 2023年（第16回） | 準決勝進出   |                                                |
| 2024年（第17回） | 準々決勝進出 |                                                |

### ダブルインパクト〜漫才&コント 二刀流No.1決定戦〜
| 年度   | 結果       | 会場                       | 備考 |
| ------ | ---------- | -------------------------- | ---- |
| 2025年 | 準決勝進出 | ニューピア竹芝ノースタワー |      |

### その他
- R-1ぐらんぷり2018 2回戦進出（秋定）
- ABCお笑いグランプリ2020 決勝進出[20]
- kento fukaya presents 骨折-1グランプリ〜早く病院に行って〜 準優勝（秋定）
- 第1回笑ラウドネスGP 決勝進出
- 第7回上方漫才協会大賞 文芸部門
- 第52回NHK上方漫才コンテスト 準優勝
- 第2回おおみやスイカゲーム大会 優勝（秋定）
- 第4回Bs-1グランプリ 優勝
- 第1回微熱ツイスト選手権 決勝進出（さすけ）

## 出演

### テレビ
- 滝.ON projecTV（BSよしもと、2022年4月9日 - ） - 冠番組[21]
- マジで勘弁!けびた君（GAORA、2023年6月 - 2024年5月）- レギュラー出演
- ヤバTともだちできるかな?（ABCテレビ、2023年8月28日 - 9月18日・11月26日・2024年3月24日） - レギュラー出演（さすけのみ）[22]

### ネット
- 大阪チャンネルpresents もっともっとマンゲキ（ひかりTV、大阪チャンネル） - 不定期出演
- よしもと漫才劇場 フレンドリーライブ（LINELIVE） - 不定期出演

### ラジオ
- オンスト（不定期出演、YES-fm）
- MBSヤングタウンNEXT（MBSラジオ、2021年12月1日 - 2024年3月27日）- 2021・2023年度は水曜、2022年度は火曜パーソナリティ
- オールナイトニッポンPodcast （2024年5月枠）

## 単独ライブ
2019年
- 3月3日 -「大魔王の志望動機」（よしもと漫才劇場/大阪）

2021年
- 2月23日 -「ハリボテファイティングポ－ズ」（ヨシモト∞ホール/東京）
- 3月20日 -「幕末セールストーク」（よしもと漫才劇場/大阪）

2022年
- 1月21日 -「揚げ足キャッチアンドリリース」（なんばグランド花月/大阪）

2023年
- 3月26日 -「滝音全国ツアー実印スタンプラリー」（よしもと漫才劇場/大阪）
- 4月8日 -「滝音全国ツアー実印スタンプラリー」(よしもと福岡大和証券/CONNECT劇場/福岡)
- 5月21日 -「滝音全国ツアー実印スタンプラリー」(沼津ラクーンよしもと劇場/静岡)
- 6月10日 -「滝音全国ツアー実印スタンプラリー」(ルミネtheよしもと/東京)
- 7月9日 -「滝音全国ツアー実印スタンプラリー」(YMCA広島国際文化ホール/広島)
- 8月27日 -「滝音全国ツアー実印スタンプラリー」（なんばグランド花月/大阪）